# الإخفاء بواسطة المواد الخارقة
الإخفاء بواسطة المواد الخارقة هو استخدام المواد الخارقة لصنع غطاء غير مرئي. ويتم تحقيق ذلك عن طريق معالجة المسارات التي يمر عبرها الضوء لصنع مادة بصرية جديدة. تقوم المواد الخارقة بتوجيه والتحكم في انتشار وانتقال أجزاء محددة من الطيف الضوئي وتحقيق إمكانية جعل الجسم غير مرئي. تعرّف عملية الإخفاء بواسطة المواد الخارقة (استنادًا إلى التحويل البصري) عملية تغطية شيء ما عن طريق التحكم في الإشعاع الكهرومغناطيسي. لا تزال الكائنات في الموقع المخفي موجودة، ولكن يتم توجيه الموجات الضوئية حولها دون أن تتأثر تلك الموجات بالجسم نفسه.

## المواد الخارقة الكهرومغناطيسية
تستجيب المواد الخارقة الكهرومغناطيسية لأجزاء منتقاة من الإشعاع الضوئي (المعروف أيضًا باسم الطيف الكهرومغناطيسي) بطريقة يصعب أو يستحيل تحقيقها باستخدام المواد الطبيعية. ويمكن بعبارة أخرى تعريف هذه المواد الخارقة على أنها مواد معقدة تتم صناعتها مخبريًا لتظهر تفاعلًا مع الضوء لا يحدث عادة في المواد الطبيعة (التفاعلات الكهرومغناطيسية). ويمكن تصميم وبناء المواد الخارقة لتحقق بعض الخصائص المرغوبة لتناسب متطلبات معينة. يتم تحديد تلك المتطلبات من خلال تطبيقات خاصة.

البنية المادية المصنّعة لتطبيقات الإخفاء هي بنية شبكية (شبكة متكررة) لعناصر متماثلة. إن المواد الخارقة عبارة عن تسلسل من العناصر والفراغات وهي أصغر بكثير من الطول الموجي المحدد للضوء. يمكن أن يكون الطول الموجي المحدد هو تردد الراديو أو الموجات القصيرة أو الإشعاعات الأخرى، التي تكون ضمن الترددات المرئية. يمكن التحكم في الخصائص المرئية بالعين المجردة بشكل مباشر عن طريق تعديل سمات العناصر الأولية وترتيبها ضمن المواد. تعتبر ايضًا هذه المواد الخارقة أساسًا لبناء أجهزة إخفاء صغيرة جدًا، وهي قابلة للتكيف مع طيف واسع من الضوء المشع.
وبالتالي على الرغم من أن الضوء يتكون من حقل كهربائي ومجال مغناطيسي فإن المواد البصرية العادية (مثل عدسات المجهر الضوئي) تملك استجابة قوية للمجال الكهربائي فقط. أمّا التفاعل المغناطيسي يكون معدومًا. وهذا يؤدي إلى التأثيرات الضوئية الشائعة فقط مثل الانكسار العادي مع الانحراف الشائع في العدسات والتصوير.
منذ بداية العلوم البصرية (منذ قرون) كانت القدرة على التحكم في الضوء بواسطة مواد معينة محدودة بهذه التأثيرات البصرية المعروفة. ومن ناحية أخرى فإن المواد الخارقة قادرة على إجراء تفاعل قوي للغاية (اقتران) مع الجزء المغناطيسي من الضوء. ولذلك توسع نطاق الاستجابة للضوء إلى خارج الحدود العادية التي درستها علوم البصريات الطبيعية والفيزياء البصرية. بالإضافة إلى ذلك يمكنها التحكم في المكونات المغناطيسية والكهربائية للضوء حسب الرغبة وبأي طريقة مطلوبة أثناء انتقال تلك المكونات أو حتى نشرها بشكل أكثر دقة وذلك لأن سلوك المواد الخارقة يتشكل عادة من عناصر فردية حيث يستجيب كل عنصر بشكل مستقل إلى طيف معين من الإشعاع الضوئي. إنّ المواد الخارقة قليلة في هذا الوقت. لم ننجز حتى الآن عملية إخفاء مواد على نطاق واسع من الترددات بما في ذلك ترددات الطيف المرئي. يعد الانتثار والامتصاص والتشتت أيضًا عيوبًا حالية، ولكن هذا المجال لا يزال في بداياته المتفائلة.

### المواد الخارقة والتحويل البصري
إنّ مجال التحويل البصري مبني على التأثيرات الناتجة عن المواد الخارقة.
كانت بدايات مجال التحول البصري في استنتاجات بحثين تم نشرهما في 25 أيار عام 2006، يدعم البحثان نظريتين تتحدثان عن حرف أو تشويه مسار الضوء لإخفاء شيء ما كهرومغناطيسيًا. وترسم كلى الورقتين الخريطة الأولية للحقول الكهرومغناطيسية ضمن شبكة ديكارتية. يغير لَيّ أو تشويه الشبكة الديكارتية إحداثيات الحقول الكهرومغناطيسية والذي بدوره يخفي كائنًا معينًا. وبذلك وُلدَ علم التحويل البصري مع هاذين البحثين.
تتبع علوم التحول البصري لإمكانية انحناء الضوء أو الموجات الكهرومغناطيسية والطاقة بأي طريقة مرغوبة لتنفيذ التطبيقات المطلوبة. لا تتغير معادلات ماكسويل على الرغم من تغير الإحداثيات. وهي تدل هي قيم عوامل المواد التي تتحول خلال فترة زمنية معينة. لذلك فإن علم التحول البصري قد تطور من القدرة على اختيار العوامل لكل مادة معينة.

## علم أجهزة الاخفاء
إن الهدف من أجهزة الإخفاء هو إخفاء شيء ما بحيث يتم عزل منطقة محددة لمنع تمرير المجالات الكهرومغناطيسية (أو الموجات الصوتية)، كما هو الحال في تجارب الإخفاء بواسطة المواد الخارقة.
يشبه إخفاء الأشياء أو جعلها تبدو غير مرئية بواسطة المواد الخارقة إلى حد ما خفّة يد الساحر أو حيله بواسطة المرايا. إن الاشياء لا تختفي حقًا، الاختفاء هو خدعة. ويستخدم الباحثون لنفس الهدف مواد خارقة لإنشاء نقاط عمياء محددة عن طريق تشتيت أجزاء معينة من الطيف الضوئي (الطيف الكهرومغناطيسي). إن الطيف الضوئي هو وسط الإرسال الذي يحدد ما يمكن للعين البشرية رؤيته.
بمعنى آخر ينكسر الضوء أو ينعكس لتحديد الصورة أو اللون أو الوهم المرئي. ونستطيع النظر إلى مجال الضوء المرئي في الطيف اللوني مثل قوس قزح. ومع ذلك فإن الضوء المرئي هو جزء من طيف واسع يمتد إلى اجزاء لا ترى بالعين المجردة. توجد على سبيل المثال أجزاء أخرى من طيف الضوء شائعة الاستخدام اليوم كطيف الموجات القصيرة المستخدمة في الرادار والهواتف المحمولة والإنترنت اللاسلكي. ويُستخدم طيف الأشعة تحت الحمراء في تقنيات التصوير الحراري والتي يمكن أن تكتشف جسمًا دافئًا ضمن بيئة ليلية باردة، ويتم دمج الإضاءة بالأشعة تحت الحمراء مع كاميرات رقمية خاصة للرؤية الليلية. يستخدم علماء الفلك أشعة تيراهيرتز للرصد دون الميليمتري من أجل تفسير بعض الظواهر الكونية.
تعتبر الطاقة الكهرومغناطيسية طاقة ضوئية ولكن جزء صغير منها فقط ضمن الضوء المرئي. هذه الطاقة تنتقل على شكل موجات. تحمل الأطوال الموجية الأقصر (مثل الضوء المرئي والأشعة تحت الحمراء) طاقة أكبر لكل فوتون مقارنة بالموجات الأطول مثل موجات الميكروويف وموجات الراديو. يُعرف الطيف الضوئي ضمن العلوم باسم الطيف الكهرومغناطيسي.

### خصائص البصريات والضوء
تمتلك الموشورات والمرايا والعدسات تاريخًا طويلًا في تغيير مسار الضوء المرئي. ومع ذلك فإن التحكم التي توفره هذه المواد العادية بالضوء محدود. وبالإضافة إلى ذلك توجد مادة واحدة مشتركة بين هذه الأنواع الثلاثة للتحكم بالضوء هي الزجاج التقليدي. وتعتبر هذه التقنيات مقيدة بالقوانين الفيزيائية الأساسية للبصريات. ومع إيجاد المواد الخارقة بشكل عام وتكنولوجيا الإخفاء بشكل خاص، يبدو أن هذه الحواجز تزول مع التقدم الذي يجري في المواد والتقنيات الجديدة في العلوم الفيزيائية الطبيعية. أصبحت هذه المواد الفريدة معروفة بسبب امكانية حني أو عكس أو حرف الإشعاع الكهرومغناطيسي بطرق جديدة. قد يتم إبطاء أو امتصاص الضوء قبل وصوله. ويجري تطوير طرق جديدة لتركيز وتوجيه الضوء أو الإشعاعات الأخرى.

### الاهتمام في خصائص البصريات والضوء
يعود الاهتمام بخصائص البصريات والضوء إلى ما يقارب نحو 2000 سنة سابقة إلى بطليموس (85 - 165 ميلادي) الذي كتب عن خصائص الضوء في عمله الذي حمل عنوان (البصريات) وشمل شرحًا عن الانعكاس والانكسار والألوان. وقد طوّر معادلة مبسطة للانكسار دون استخدام الدوال المثلثية. اكتشفَ ابن سهل بعد حوالي 800 عام (في عام 984 ميلادي) قانونًا عن الانكسار يكافئ رياضيًا قانون سنيل. تلاه العالم الإسلامي البارز ابن الهيثم (965 - 1039 ميلادي) والذي يعتبر أحد أبرز الشخصيات في مجال البصريات على الإطلاق. وقد حقق تقدمًا كبيرًا في علم الفيزياء بشكل عام وعلم البصريات بشكل خاص. واستبق كتابة القوانين العالمية للضوء التي استغرق شرحها وتفصيلها مئات السنين من علماء القرن السابع عشر.

كان الفضل في القرن السابع عشر لكل من ويلبورد سنيليوس وديكارت في اكتشاف قانون الانكسار. كان سنيليوس هو من لاحظ أن معادلة بطليموس للانكسار غير دقيقة. بناءً على ذلك فقد تم طرح هذه القوانين ولم تتغير لمدة 400 سنة (مثل قوانين الجاذبية).

## استخدام المواد الخارقة
تم إنشاء المواد الخارقة في بداية الألفية الجديدة كوسيلة جديدة غير عادية حيث وسعت قدراتنا للتحكم بالمادة. وتم بعد ذلك استخدام المواد الخارقة في تطبيقات إخفاء الهوية لعدة أسباب منها أنه يمكننا التحكم في استجابة المادة حسب رغبتنا.
تستجيب المكونات البصرية (مثل العدسات) لنطاق معين من الضوء كان قد دُرٍسَ من قبل بطليموس قبل 1800 عام. لا يمكن تجاوز نطاق الاستجابة بشكل فعال لأن المواد الطبيعية أثبتت عدم قدرتها على القيام بذلك. في الدراسات والبحوث العلمية هناك طريقة واحدة لدراسة مدى الاستجابة وهي مؤشر الانكسار لمادة بصرية معينة. تسمح كل مادة طبيعية بمؤشر انكسار إيجابي فقط. ومن ناحية أخرى فإن المواد الخارقة هي ابتكار قادر على تحقيق مؤشر انكسار سالب وحتى مؤشر انكسار صفري أو قيم كسرية بين الصفر والواحد. وهذا يعني أن المواد الخارقة توسع استجابة المواد لقدرات أعلى. ومع ذلك ليس الانكسار السالب هو التأثير الذي يسبب إخفاء المواد. من الأدق أن نقول أنَ تدرجات مؤشر الانكسار تخلق عند دمجها ستارة الإخفاء. تُظهر المواد الخارقة القدرة على التجاوب حسب إرادتنا.

## الجهاز
تم إجراء دراسات نظرية قبل بناء الجهاز فعليًا. فيما يلي واحدة من دراستين تم طرحهما في وقت واحد في مجلة علمية، بالإضافة إلى كونها واحدة من الأعمال النظرية الأولى المنشورة عن الإخفاء.

### السيطرة على المجالات الكهرومغناطيسية
يتم إنتاج الطيف الكهرومغناطيسي بأشياء ومواد معروفة والتي تتحكم في المجالات الكهرومغناطيسية وتوجهها. على سبيل المثال يتم استخدام عدسة زجاجية في الكاميرا لالتقاط صورة ويمكن استخدام شبكة معدنية لحماية المعدات الحساسة، ويتم تصميم الهوائيات لإرسال واستقبال بث FM. إن المواد المتجانسة التي تعالج أو تعدل الإشعاع الكهرومغناطيسي (مثل العدسات الزجاجية) مقيدة بالحد الأعلى من التحسينات لتصحيح الانحرافات. وتستطيع مجموعة من مواد العدسات غير المتجانسة استخدام معاملات انكسار متدرجة، ولكن تميل مجالاتها إلى أن تكون محدودة.
تم إدخال المواد الخارقة قبل عقد من الزمن وهي توسع مدى التحكم بأجزاء من الطيف الكهرومغناطيسي من الموجات القصيرة إلى موجات التيراهيرتز والأشعة تحت الحمراء. ستوسع المواد الخارقة (كوسيط نقل) من الناحية النظرية التحكم في الحقول الكهرومغناطيسية واتجاهها في الطيف المرئي. وبذلك تم إدخال إستراتيجية تصميم في عام 2006 لإثبات أنه يمكن تصميم مادة موصلة تملك قيم موجبة أو سالبة من معاملات السماحية والنفاذية محددة بشكل مسبق، يمكن أيضًا أن نغيرها حسب رغبتنا. وبذلك يصبح التحكم المباشر في المجالات الكهرومغناطيسية أمرًا ممكنًا، وهو أمر يتعلق بتصميم عدسة جديدة غير اعتيادية مع إضافة مكونات لإخفاء الاشياء من الكشف الكهرومغناطيسي.
ويستجيب كل مكون بشكل مستقل إلى الموجة الكهرومغناطيسية أثناء انتقالها عبر المادة، مما يؤدي إلى عدم تجانس كهرومغناطيسي لكل مكون. يستجيب كل مكون بشكل خاص للمجالات الكهربائية والمغناطيسية الخارجية الصادرة من مصدر الموجات. وبما أن هذه المكونات أصغر من الطول الموجي الإشعاعي فمن المعروف أنها تملك قيمة فعالة لكل من قيم السماحية والنفاذية. تخضع هذه المواد لقوانين الفيزياء ولكنها تتصرف بشكل مختلف عن المواد العادية. المواد الخارقة هي مواد اصطناعية مصممة هندسيًا لتوفير خصائص قد لا تكون متاحة في المواد الطبيعة. عادة ما تكتسب هذه المواد خصائصها من البنية التركيبية وليس مما يكونها، وذلك باستخدام عدم تجانس صغير لتفعيل السلوك المرئي الفعال.
يمكن تصميم الوحدات الهيكلية للمواد الخارقة من حيث الشكل والحجم. ويمكن تعديل تكوينها وشكلها أو هيكلها بدقة ويمكن أيضًا تصميم الشوائب، ثم يتم وضعها في المواقع المطلوبة من أجل تغيير وظيفة مادة معينة. وبما أن البنية الشبكية ثابتة تكون الخلايا أصغر من الضوء المشع.

## نظريات أخرى عن إخفاء الهوية
تضم نظريات الإخفاء الأخرى العديد من النظريات العلمية والبحثية لإنتاج عباءة اخفاء كهرومغناطيسية. تشمل النظريات استخدام التحويل البصري، واخفاء الحدث، وإلغاء الانتشار ثنائي القطب، ونفاذية الضوء من المواد، وأجهزة الاستشعار ومصادر الضوء الفعالة، والاخفاء الصوتي.

## في الأخبار
أُذيع في 20 تشرين الثاني عام 2006 وهو اليوم التالي من تحقيق جامعة دوك إخفاء غرض على نطاق الموجات القصيرة عن القصة من قبل وكالة أسوشيتد برس. من المحطات الإعلامية التي تحدثت عن القصة وكالة الولايات المتحدة اليوم ونيويورك تايمز.